# 伯茨格娄夫
伯茨格娄夫（英語：Pottsgrove）是美国宾夕法尼亚州蒙哥马利县的一个普查规定居民点。该地位于40°15′43″N 75°36′45″W / 40.26194°N 75.61250°W (40.261983, -75.612585)。2010年普查时有居民3469人。人口组成上，97.52%为白人，0.89%为非裔美国人，0.03%为美洲原住民，0.83%为亚裔，0.03%为太平洋岛屿族群，0.12%为其他族群，0.58%为混合血统。人均GDP为30649美元。据美国统计局，全境面积7.0平方公里。教育上归伯茨格娄夫校区管辖，伯茨格娄夫中学位于此地。